# Enacrosoma
Genre
Enacrosoma est un genre d'araignées aranéomorphes de la famille des Araneidae.

## Distribution
Les espèces de ce genre se rencontrent du Mexique au Brésil.

## Liste des espèces
Selon World Spider Catalog (version 17.0, 09/03/2016) :
- Enacrosoma anomalum (Taczanowski, 1873)
- Enacrosoma decemtuberculatum (O. Pickard-Cambridge, 1890)
- Enacrosoma frenca Levi, 1996
- Enacrosoma javium Levi, 1996
- Enacrosoma multilobatum (Simon, 1897)
- Enacrosoma quizarra Levi, 1996

Selon The World Spider Catalog (version 16.5, 2016) :
- †Enacrosoma verrucosa (Wunderlich, 1988)

## Publication originale
- Mello-Leitão, 1932 : Notas sobre ao Micratheneas do Brasil. Annaes da. Academia Brasileira de Sciencias, vol. 4, no 2, p. 73-97.